# Птахи, занесені до Червоної книги України
Птахи, занесені до Червоної книги України — список із 91 виду птахів, які включено до останнього видання Червоної книги України (2021). У порівнянні з попереднім виданням (2009) до нового було включено на 4 види більше, у списку такі птахи позначені *. У таблиці наведено охоронний статус виду відповідно до Червоної книги України та критеріїв Міжнародного союзу охорони природи . Види наведено у систематичному порядку, вони належать до 12 рядів. Використано українські та наукові назви, наведені у Червоній книзі України.
| Ілюстрація                              | Назва                                                               | Охоронний статус у Червоній книзі України / Статус і чисельність на території України | Охоронний статус МСОП               |
| --------------------------------------- | ------------------------------------------------------------------- | --- | ----------------------------------- |
| Ряд Пірникозоподібні (Podicipediformes) |                                                                     | |                                     |
|                                         | Пірникоза червоношия (Podiceps auritus)*                            | Вразливий | Уразливий вид                       |
|                                         | Пірникоза сірощока (Podiceps grisegena)*                            | Вразливий | Вид поза небезпекою                 |
| Ряд Пеліканоподібні (Pelecaniformes)    |                                                                     | |                                     |
|                                         | Пелікан рожевий (Pelecanus onocrotalus)                             | Зникаючий Гніздовий, перелітний птах. У 1-й половині ХХ ст. невеликі колонії існували в пониззі річок, що впадають у Чорне та Азовське моря. Після Другої Світової війни гніздування на території України не спостерігалося, але починаючи з 2000 року поодинокі гнізда час від часу виявляються в Дунайському біосферному заповіднику в українській частині дельти Дунаю. На прольоті та влітку зустрічається в дельті Дунаю та на придунайських водоймах, на лиманах у межиріччі Дністра і Дніпра, в районі Чорноморського біосферного заповідника, біля берегів Кримського півострова, подекуди на азовському узбережжі. | Вид поза небезпекою                 |
|                                         | Пелікан кучерявий (Pelecanus crispus)                               | Зникаючий Літуючий, перелітний птах. У межах України спорадично гніздиться на придунайських озерах Кугурлуй та Картал, у 2000 р. була спроба (невдала) розмноження у Дунайському біосферному заповіднику. У 2009 р. загніздився на Азовському узбережжі (Крива Коса). На літуванні регулярно трапляється на водоймах Придунав'я. По Азово-Чорноморському узбережжю поза дельтою Дунаю є низка поодиноких спостережень. | Уразливий вид                       |
|                                         | Баклан чубатий (Phalacrocorax aristotelis)                          | Зникаючий Осілий, кочовий. В Україні рідкісний гніздовий птах на морському узбережжі Криму (півострів Тарханкут, південного узбережжя, півдня Керченського півострова). Гніздиться близько 850—900 пар, у т. ч. бл. 500 пар на Тарханкуті. | Вид поза небезпекою                 |
|                                         | Баклан малий (Phalacrocorax pygmaeus)                               | Зникаючий Гніздовий, перелітний, зимуючий. Гніздиться на Азово-Чорноморському узбережжі, переважно у дельтах Дунаю, Дністра, Дніпра та на Східному Сиваші, невеликі поселення є в інших місцях на півдні країни. З кінця 1990-х рр. помітно збільшив чисельність і освоїв нові території. Зрідка трапляється на півночі, зокрема у Київській області, та на Закарпатті. Окремі реєстрації можливі на всій території країни, особливо у басейні Дніпра. На початку XXI ст. в Україні, переважно у Придунав'ї, нараховували до 2 тис. гніздових пар.                                                                          | Вид, близький до загрозливого стану |
| Ряд Лелекоподібні (Ciconiiformes)       |                                                                     | |                                     |
|                                         | Чапля жовта (Ardeola ralloides)                                     | Зникаючий Гніздовий, перелітний. В Україні гніздиться у пониззі Дунаю, Дністра і Дніпра, в Криму (Лебедині острови, Східний Сиваш), на півдні Запорізької області (заплава р. Молочної) та в інших місцях півдня України. Під час міграцій трапляється майже на всіх водоймах півдня України. Найбільші колонії є у плавнях Дунаю, Дністра, Дніпра та на Східному Сиваші; в інших місцях Півдня України гніздяться окремі пари та групи з 5—12 пар. | Вид поза небезпекою                 |
|                                         | Косар (Platalea leucorodia)                                         | Вразливий Гніздовий, перелітний. В Україні гніздиться уздовж Чорноморського узбережжя; залітний у Кіровоградській, Дніпропетровській, Черкаській, Львівській та інших областях. На території України гніздиться 200—250 пар. Основна частина популяції гніздиться в пониззях Дунаю, на Східному Сиваші, Лебединих островах. | Вид поза небезпекою                 |
|                                         | Коровайка (Plegadis falcinellus)                                    | Вразливий Гніздовий, перелітний. В Україні гніздиться на озерах Кугурлуй, Картал, Китай, острові Малий Татару, в Стенцівсько-Жебриянських плавнях, дельтах Дністра та Дніпра, верхів'ях Тилігульського лиману, заплаві Інгула, на Лебединих островах, Сиваші, в дельті Молочної. На території України гніздиться близько 1,5—2 тисяч пар, найбільші колонії в дельті Дунаю та на Сиваші. | Вид поза небезпекою                 |
|                                         | Лелека чорний (Ciconia nigra)                                       | Рідкісний Гніздовий, перелітний. В Україні поширений переважно на Поліссі та в Карпатському регіоні, чисельність досягає 400—450 пар. У тому числі: у Волинській області 50—60 пар, Рівненській — 60—70, Львівській — 30—40, Закарпатській — 30—40, Івано-Франківській — 30—40, Чернівецькій — 8—10, Київській — 25—30, Чернігівській — 40—50, Сумській — 10—12. | Вид поза небезпекою                 |
| Ряд Гусеподібні (Anseriformes)          |                                                                     | |                                     |
|                                         | Казарка червоновола (Rufibrenta ruficollis)                         | Вразливий В Україні зустрічається лише під час міграцій і зимівлі. Головний пролітний шлях проходить уздовж Азово-Чорноморського узбережжя. Частина популяції зимує в дельті Дунаю, Чорноморському біосферному заповіднику, на Молочному і Утлюцькому лиманах, у Криму. Наприкінці 1980-х рр. на міграції в Україні реєстрували близько 40 тис.осіб, на початку XXI ст. — до 100 тис. ос. На зимівлю у 1980-ті рр. залишалося 60—300, зрідка 1,2 тис. ос. Загальна чисельність зараз становить понад 15 тис. ос. | Перебуває під загрозою зникнення    |
|                                         | Гуска мала (Anser erythropus)                                       | Вразливий Гніздовий ареал охоплює внутрішні тундри і лісотундри Євразії від Норвегії до Чукотського хребта. В Україні під час міграцій зрідка трапляється по всій території, регулярніше у Північно-західному Приазов'ї, де обмежено може залишатися і на зимівлю. Також зрідка зимує у південній частині Сивашу. | Уразливий вид                       |
|                                         | Лебідь малий (Cygnus bewickii)                                      | Рідкісний Гніздиться в тундровій смузі Євразії, на островах Колгуєв, Вайгач, Південна (Нова Земля). В Україні окремі особини зимують на північному узбережжі Азовського моря (Молочний лиман, Обитічна затока). Відомі зальоти у Полтавську, Волинську та інші області. | Вид поза небезпекою                 |
|                                         | Огар (Tadorna ferruginea)                                           | Вразливий Гніздовий, перелітний, зимуючий. В Україні гніздиться на північному узбережжі Чорного та Азовського морів, у Криму та в східній частині Луганської області. Зальоти зареєстровано у Західній Україні, середній частині басейну Дніпра, на Дунаї. Зимує на ставках Біосферного заповідника «Асканія-Нова», іноді на Азовському узбережжі. Чисельність не перевищує 340—360 пар; найбільше на сході Криму та на сході Луганської області. Наприкінці ХХ ст. чисельність виду стабілізувалась і в останні роки дещо зростає.                                                                                         | Вид поза небезпекою                 |
|                                         | Нерозень (Anas strepera)                                            | Рідкісний Гніздовий, перелітний, зрідка зимуючий. В Україні гніздовий ареал мозаїчний: охоплює долини Дністра, Дніпра, Прип'яті, у дельті Дунаю, північного узбережжя Азовського та Чорного морів. Сучасна чисельність виду в Україні коливається в межах 650—1400 пар. Різке скорочення відбулось на о-вах Чорноморського заповідника, по берегах більшості лиманів Азово-Чорноморського узбережжя, а також на Поліссі. | Вид поза небезпекою                 |
|                                         | Чернь червонодзьоба (Netta rufina)                                  | Рідкісний Гніздовий, перелітний, зимуючий. Рідкісний гніздовий птах степової смуги приморських районів Азово-Чорноморського регіону. Найстабільніші гніздові осередки знаходяться в нижній течії Дунаю, на Сиваші, озерах Нижнього Дністра. Українська гніздова популяція коливається в межах 150—550 пар і на сьогодні має тенденцію до зниження. | Вид поза небезпекою                 |
|                                         | Чернь білоока (Aythya nyroca)                                       | Вразливий Гніздовий, перелітний, зимуючий. Поширена на усій території України, але місця масового гніздування розташовані тільки в Одеській області: на оз. Катлабух і Кугурлуй та Стенцівських плавнів гніздиться 0,5—1 тис. пар; а також на Східному Сиваші — 45—50 пар; у Західній Україні — до 40 пар; у інших місцях гніздяться окремі пари та невеличкі групи з 3—5 пар. У минулому вид був численним у плавнях великих річок. Місця зимівлі невеликої частини популяції розміщені на узбережжі Чорного моря. | Вид, близький до загрозливого стану |
|                                         | Гоголь (Bucephala clangula)                                         | Рідкісний Гніздовий, перелітний, зимуючий. В Україні гніздиться групами на півночі Рівненської області і, можливо, на Шацьких озерах, а також на Дніпрі. Зимує на Дніпрі (сотні птахів) і Азово-Чорноморському узбережжі. На зимівлі звичайний (за рахунок прилітних птахів з Росії та Білорусі) переважно на Чорноморському узбережжі, але чисельність не перевищує 5 тис.осіб і продовжує зменшуватись. | Вид поза небезпекою                 |
|                                         | Пухівка (Somateria mollissima)                                      | Вразливий Осілий, кочовий. В Україні гніздиться на о-вах Ягорлицької, Тендрівської та Джарилгацької заток, на Кінбурнській косі та о. Березані. В означених районах, а також у прибережній зоні Одеської області та дуже рідко в українській частині дельти р. Дунаю зимує частина популяції. На о-вах Ягорлицької і Тендрівської заток Чорноморського біосферного заповідника гніздиться 1,2—2 тис. пар, в РЛП «Кінбурнська коса» — близько 100 пар, у інших місцях́ — поодинокі пари. В останні роки чисельність зменшується.                                                                                              | Вид поза небезпекою                 |
|                                         | Савка (Oxyura leucocephala)                                         | Зникаючий В Україні межі ареалу не встановлено. Рідкісний залітний. Найчастіше виявляли у Криму (Сиваш), південній частині Запорізької області, рідше — у Дніпропетровській, Полтавській, Харківській, Закарпатській і Волинській областях. У першій половині ХХ ст. гніздився у плавнях Дніпра (між Запоріжжям і Нікополем). Поодинокі особини та невеличкі зграї зимують у Азово-Чорноморському регіоні. В Україні, можливо, окремі пари зрідка гніздяться на малих річках Північного Приазов'я. | Перебуває під загрозою зникнення    |
|                                         | Крех середній (Mergus serrator)                                     | Вразливий Гніздовий, перелітний, зимуючий. Гніздиться на островах і косах Чорного і Азовського морів. У Чорноморському біосферному заповіднику, в 1970—1980 рр. гніздилося до 900 пар, 2005—2009 рр. — не більше 15-40 пар. Ще до 100 пар гніздиться навколо заповідника, 16—46 пар на Лебединих островах, близько 70 пар на островах Джарилгацької затоки, близько 10 гніздиться на Обитічній косі. | Вид поза небезпекою                 |
| Ряд Соколоподібні (Falconiformes)       |                                                                     | |                                     |
|                                         | Скопа (Pandion haliaetus)                                           | Зникаючий Гніздовий, перелітний. Сучасна чисельність в Україні становить не більше 1—2 пар. Зменшення чисельності виду відмічається з початку ХХ ст. У 1980—1990 рр. було відомо два жилих гнізда в заплаві р. Десни (Чернігівська, Сумська обл.) та одне в (Житомирській обл.). Зараз достовірно відомі два жилих гнізда у Волинській області — в Черемському природному заповіднику (з 2006 р.) та НПП «Прип'ять-Стохід» (з 2008 р.). | Вид поза небезпекою                 |
|                                         | Шуліка рудий (Milvus milvus)                                        | Зникаючий Залітний. В Україні в минулому гніздився в незначній кількості в Закарпатській, Львівській, Волинській, Рівненській, Житомирській, Київській, Черкаській та Чернігівській областях. Зараз гніздування мало ймовірне. | Вид, близький до загрозливого стану |
|                                         | Шуліка чорний (Milvus migrans)                                      | Вразливий Гніздовий, перелітний, зрідка зимуючий. В Україні гніздиться практично на всій території, за винятком Криму та високогірних районів Карпат. В Україні гніздиться близько 2 тис.осіб. Протягом останніх 30 років чисельність популяції скоротилась у 3—5 разів. | Вид поза небезпекою                 |
|                                         | Лунь польовий (Circus cyaneus)                                      | Рідкісний Гніздовий, перелітний, зимуючий. Сучасний гніздовий ареал в Україні включає деякі північні райони Полісся і, можливо, частину Західної України. Зимує на всій території країни, переважно в степовій та лісостеповій смугах. Гніздова популяція виду в Україні налічує не більше 10—20 пар. | Вид поза небезпекою                 |
|                                         | Лунь степовий (Circus macrourus)                                    | Зникаючий В Україні ще у середині ХХ ст. був досить звичайним видом майже усієї степової смуги, але потім зник з гніздування на усій території, і в останні роки випадків гніздування також не спостерігали. Нині дуже рідкісний під час прольоту. | Вид, близький до загрозливого стану |
|                                         | Лунь лучний (Circus pygargus)                                       | Вразливий Гніздовий, перелітний. До гніздового ареалу входить майже вся територія України крім Карпат та Кримських гір. В Поліссі та Лісостепу чисельність набагато вища, ніж у степу. На території України гніздиться приблизно 2—3 тис. пар. | Вид, близький до загрозливого стану |
|                                         | Яструб коротконогий (Accipiter brevipes)                            | Зникаючий Гніздовий, перелітний. В Україні гніздиться виключно в Луганській області (долина р. Сіверського Дінця та пониззя його притоки — р. Деркула). Протягом ХХ ст. чисельність скорочувалась, стабілізувалась у 1980—1990 рр. на рівні 40—50 пар. В останні роки спостерігається тенденція до зменшення. Спостерігається загальне багаторічне скорочення ареалу виду, причини якого до кінця не вивчені. . | Вид поза небезпекою                 |
|                                         | Канюк степовий (Buteo rufinus)                                      | Рідкісний Гніздовий, перелітний, зимуючий. Поширений у лісостеповій, степовій смугах і Криму. Окремі пари гніздяться в лісовій смузі. В Україні до середини ХХ ст. чисельність значно скоротилась, вид вважали зниклим. З 1980—1990 рр. почалося збільшення чисельності. Зараз гніздиться не менше 250 пар. | Вид поза небезпекою                 |
|                                         | Змієїд (Circaetus gallicus)                                         | Рідкісний Гніздовий, перелітний. Гніздиться переважно на Поліссі та в лісостеповій зоні; зустрічається в Українських Карпатах і Кримських горах (до верхньої межі лісового поясу). У більшості областей рідкісний (подекуди дуже рідкісний) вид. Чисельність української популяції стала поступово зменшуватися ще у середині ХХ ст. Станом на 2000 р. вона була оцінена в 30—40 пар, але вже в 2004 р. — в 250—300 пар. Це пов'язано з проведенням детальніших наукових досліджень. | Вид поза небезпекою                 |
|                                         | Орел-карлик (Hieraaetus pennatus)                                   | Рідкісний Гніздовий, перелітний. Гніздиться головним чином у лісостеповій зоні, у степову заходить долинами річок і деякими байраками; у Криму буває під час весняних та осінніх міграцій. Основна популяція зосереджена на півночі Одеської області, в Кіровоградській області та на сході України. Чисельність в Україні у середині XX ст. помітно зменшилась, наприкінці 1980—1990 рр. становила не менш 450—500 пар. В останнє десятиріччя спостерігається стабілізація чисельності. | Вид поза небезпекою                 |
|                                         | Орел степовий (Aquila rapax)                                        | Зникаючий Залітний. Ще наприкінці минулого століття був не тільки звичайним, а навіть фоновим птахом багатьох степів, але згодом майже повністю зник з території України. Останній випадок гніздування на території України був зафіксований у 1980-ті рр. в заповіднику Асканія-Нова. У теперішній час є залітним у степовій зоні. | Вид поза небезпекою                 |
|                                         | Підорлик великий (Aquila clanga)                                    | Рідкісний Гніздовий, перелітний, зрідка зимуючий. В Україні сучасний ареал охоплює північно-західні, північні та, можливо, північно-східні області. У зимовий період зрідка трапляється в Азово-Чорноморському регіоні. З середини ХХ ст. ареал зменшився, відступив на північ. На 1997 р. чисельність гніздового угруповання виду в Україні оцінено в 40—60 пар, на 2004 р. — у 20—30 пар. Сучасна чисельність, ймовірно, становить 10—20 пар. | Уразливий вид                       |
|                                         | Підорлик малий (Aquila pomarina)                                    | Рідкісний Гніздовий, перелітний. Поширений на всій правобережній частині (окрім південних степів), у північній, та північно-східній та центральній частинах Лівобережжя. В Україні у 1989 р. чисельність оцінювали в 200—250 пар. У наш час вона становить 500—100 пар, можливо 1,2—1,5 тис. Значна різниця між оцінками чисельності у минулому та у наш час, пов'язана, головним чином, з проведенням масштабних досліджень у останні роки. | Вид поза небезпекою                 |
|                                         | Могильник (Aquila heliaca)                                          | Рідкісний Гніздовий, перелітний, зимуючий. В Україні поширений в межах лісостепової, окремих лісових масивах та лісосмугах степової зони, в Кримських горах. Гніздиться не менше 100 пар, головним чином на сході країни (басейн Сіверського Дінця) та в Криму. В останні роки намітилась тенденція до збільшення чисельності в степовій смузі. | Уразливий вид                       |
|                                         | Беркут (Aquila chrysaetos)                                          | Вразливий Осілий, перелітний, зимуючий. В Україні беркут дуже рідкісний, гніздиться лише на високогірних ділянках Карпат (Львівська, Івано-Франківська, Чернівецька, Закарпатська області). На міграції та зимівлі трапляється скрізь. Зараз карпатську популяцію оцінюють у 10-15 пар. | Вид поза небезпекою                 |
|                                         | Орлан-білохвіст (Haliaeetus albicilla)                              | Рідкісний Осілий, кочовий, перелітний. Гніздиться вздовж Дніпра та його головних приток, на р. Сіверський Донець, р. Дунай, а також поблизу великих ставкових господарств у інших регіонах. Під час кочівель трапляється по всій Україні. На зимівлі — переважно вздовж Дніпра, у Північно-Західному Причорномор'ї, на Сиваші та спорадично в інших регіонах. В Україні протягом XIX — першої половини ХХ ст. чисельність катастрофічно скорочувалася. Її відновлення почалося з другої половини 1970-х рр. Станом на 2009 р. гніздиться 100—120 пар. Щороку зимує 260—370 особин.                                          | Вид поза небезпекою                 |
|                                         | Стерв'ятник (Neophron percnopterus)                                 | Зникаючий Поширений у південних країнах Європи, Азії, у Північній Африці (переважно гірські пасма, високі берегові урвища). В Україні у наш час рідкісні залітні птахи. Порівняно недавно, кілька десятків років тому, поодинокими парами гніздилися в скелястих урвищах по берегах Дністра і в горах Криму. | Перебуває під загрозою зникнення    |
|                                         | Гриф чорний (Aegypius monachus)                                     | Вразливий Осілий. В Україні гніздяться лише в Криму поодинокими парами. В інших областях рідкісні залітні птахи. Улюблені місця перебування — верхня межа лісу у високих гірських пасмах. Кримська популяція грифа чорного не перевищує 50 особин, з яких щороку гніздиться 5—11 пар. | Вид, близький до загрозливого стану |
|                                         | Сип білоголовий (Gyps fulvus)                                       | Вразливий Осілий. В Україні гніздяться в Криму, на території Кримського заповідно-мисливського господарства, в скелястих урвищах Бабуган-яйли та інших місцях. За даними 2002—2006 рр. чисельність виду в Криму становить не менше 80—100 особин, з яких гніздиться не менше 10—16 пар. Протягом останніх 15 років кримська популяція стабільна. | Вид поза небезпекою                 |
|                                         | Балабан (Falco cherrug)                                             | Вразливий Гніздовий, перелітний, зимуючий. Протягом XIX — першої половини ХХ ст. вважався досить звичайним. Упродовж другої половини ХХ ст. чисельність скорочувалась, у деякі роки становила не більше 50 пар. Відновлення чисельності у степовій смузі почалося з 1980-х рр. Станом на 2009 р. чисельність на території України сягала не менше 250—300 пар. | [ 2 ]                               |
|                                         | Сапсан (Falco peregrinus)                                           | Рідкісний Гніздовий, перелітний, зимуючий. В Україні в Карпатах гніздиться номінативний підвид, у Кримських горах і на берегових урвищах Кримського півострова — кавказький підвид, під час міграції і взимку на всій території трапляється тундровий підвид. Гніздиться близько 120—130 пар, з яких 100—110 пар в Криму. | Вид поза небезпекою                 |
|                                         | Боривітер степовий (Falco naumanni)                                 | Зникаючий Гніздовий, перелітний. В Україні зрідка трапляється в степовій смузі. Протягом ХХ ст. чисельність знижувалась, але в 1960-ті рр. на Закарпатті та в Криму вид був досить звичайним і гніздився колоніями до 400 пар (Крим). В 1990-х рр. поодинокі пари були відомі в Донецькій області і Криму. В останні роки гніздування поодиноких пар ймовірне в Криму, але не виключено, що вид вже зник з гніздової фауни України. | Уразливий вид                       |
| Ряд Куроподібні (Galliformes)           |                                                                     | |                                     |
|                                         | Тетерук (Lyrurus tetrix)                                            | Зникаючий Осілий. В Україні поширений на Поліссі, у Карпатах та на півночі лісостепової смуги. На початку 1970 рр. нараховували близько 66,6 тис., у 2007 р. — 13,3 тис. осіб. Найбільша чисельність виду у Житомирській області (бл. 3400 ос. у 2007 р.). | Вид поза небезпекою                 |
|                                         | Глушець (Tetrao urogallus)                                          | Зникаючий Осілий. В Україні трапляється на Поліссі та у Карпатах. Популяція нараховує приблизно 3000 ос., у тому числі в Карпатському біосферному заповіднику — приблизно 300. Чисельність протягом останніх десятиріч сильно скоротилась. | Вид поза небезпекою                 |
|                                         | Орябок (Tetrastes bonasia)                                          | Вразливий Осілий. В Україні поширений у Поліссі, Розточчі, Карпатах та подекуди на півночі лісостепової смуги. На початку 1970 рр. нараховували близько 38—42 тис., у 2007 р. — 22,5 тис. ос. | Вид поза небезпекою                 |
| Ряд Журавлеподібні (Gruiformes)         |                                                                     | |                                     |
|                                         | Журавель сірий (Grus grus)                                          | Рідкісний Гніздовий, перелітний, зрідка зимуючий. На території України гніздиться на Поліссі, іноді в заболочених долинах річок Лівобережного Лісостепу. Під час сезонних міграцій зустрічається по всій території, концентрується у Присивашші. Гніздиться імовірно, від 500—600 до 700—850 пар. | Вид поза небезпекою                 |
|                                         | Журавель степовий (Anthropoides virgo)                              | Зникаючий Гніздовий, перелітний. Гніздиться у Херсонській, Дніпропетровській, Донецькій, Запорізькій областях та Степовому Криму. Чисельність в Україні у гніздовий період 600—700 ос. (200—250 гніздових пар), у передміграційний період до 1000 ос. | Вид поза небезпекою                 |
|                                         | Дрохва (Otis tarda)                                                 | Зникаючий Осілий, кочовий, перелітний. Гніздиться у степовій частині Лівобережжя, включаючи Крим; зимує у Лівобережжі сухостепової зони. Зимові скупчення — у Херсонській та Запорізькій областях, Керченському півострові. Чисельність у гніздовий період до 850 ос. (150—200 гніздових самок), взимку до 12,4 тис.́ ос. | Уразливий вид                       |
|                                         | Хохітва (Tetrax tetrax)                                             | Зникаючий В Україні осіла на Керченському півострові; мігрує та зимує в Присивашші, Степовому Криму, Північно-західному Приазов'ї. Чисельність у гніздовий період — 30—50 осіб (можливе гніздування 5—7 самок), взимку, ймовірно, до 70—80 осіб. | Вид, близький до загрозливого стану |
| Ряд Сивкоподібні (Charadriiformes)      |                                                                     | |                                     |
|                                         | Лежень (Burhinus oedicnemus)                                        | Неоцінений Гніздовий перелітний птах. В Україні гніздиться, можливо, на більшій частині території, достовірно — у сухостеповій зоні, а на півночі — вздовж великих річок. Для більшості територій України чисельність не визначена. На півночі Керченського півострова 1 пара трапляється на 1,4—2 кв. км, подекуди вздовж Сиваша — на 0,8—1 кв. км. | Вид поза небезпекою                 |
|                                         | Пісочник великий (зуйок великий) (Charadrius hiaticula)             | Рідкісний Гніздовий перелітний птах. В Україні гніздиться на кордоні з Білоруссю. На гніздуванні виявлений з 1995 року. Чисельність становить лише 9-14 пар. Під час міграцій трапляються по всій країні, численніший вздовж великих річок та морського узбережжя. | Вид поза небезпекою                 |
|                                         | Пісочник морський (зуйок морський) (Charadrius alexandrinus)        | Вразливий Гніздовий перелітний птах. В Україні гніздиться на прибережних ділянках Чорного і Азовського морів, на Сиваші та у Дніпропетровській області. Під час кочівель і міграцій може спостерігатись у інших частинах країни. На початок XXI ст. чисельність становила близько 1750—2150 пар. | Вид поза небезпекою                 |
|                                         | Кулик-довгоніг (ходуличник) (Himantopus himantopus)                 | Вразливий Гніздовий, перелітний. В Україні гніздиться біля Чорного і Азовського морів: по дельтах річок і на лиманах. Мозаїчні поселення трапляються у Волинській, Харківській, Донецькій, Луганській областях, степовій частині Криму. Зальоти відмічали у Полтавській, Черкаській, Київській та інших областях. На території України гніздиться близько 8,5—10 тис.осіб. | Вид поза небезпекою                 |
|                                         | Чоботар (шилодзьобка) (Recurvirostra avosetta)                      | Рідкісний Гніздовий птах, іноді зимує. В Україні звичайний птах узбережжя Чорного й Азовського морів: від Дунаю до Східного Приазов'я. Гніздиться 5-7 тис. пар. | Вид поза небезпекою                 |
|                                         | Кулик-сорока (Haematopus ostralegus)                                | Вразливий Гніздовий, перелітний птах. Гніздиться на Азово-Чорноморському узбережжі, в долинах річок Дніпро, Десна та Прип'ять. Загальна чисельність в Україні становить близько 650—800 пар. | Вид поза небезпекою                 |
|                                         | Коловодник ставковий (поручайник) (Tringa stagnatilis)              | Зникаючий Гніздовий, перелітний. До 1950 рр. був звичайним гніздовим птахом Полтавської і Харківської областей, траплявся в Київській, Черкаській, Дніпропетровській областях. Зараз оселяється майже виключно у долині середньої течії р. Десна у межах Чернігівської і Сумської областей. Чисельність становить від 50 до 100 пар. | Вид поза небезпекою                 |
|                                         | Баранець великий (дупель) (Gallinago media)                         | Зникаючий Гніздовий, перелітний птах. Зараз майже вся популяція сконцентрована на Поліссі в долинах рр. Дніпро, Десна та Прип'ять. Достовірно гніздиться в Київській, Чернігівській, Сумській, Житомирській, Волинській та Рівненській областях. Чисельність становить 500—700 пар. | Вид, близький до загрозливого стану |
|                                         | Кульон тонкодзьобий (кроншнеп тонкодзьобий) (Numenius tenuirostris) | Зникаючий Рідкісний пролітний. За оцінками, у світі, залишилось від 50 до 300осіб. В Україні під час міграцій і літування спостерігаються окремі особини та зграйки по 7—48 птахів. | Вид на межі зникнення               |
|                                         | Кульон великий (кроншнеп великий) (Numenius arquata)                | Зникаючий В Україні гніздовий, перелітний, зимуючий птах. Найбільші гніздові поселення — на Поліссі. У невеликій кількості гніздиться на узбережжі Чорного та Азовського морів. Під час міграцій трапляється на всій території України, у зимовий період — на Азово-Чорноморському узбережжі. Гніздова популяція не перевищує 100 пар; на прольоті — звичайний, але не чисельний птах. | Вид, близький до загрозливого стану |
|                                         | Кульон середній (кроншнеп середній) (Numenius phaeopus)             | Зникаючий В Україні регулярно трапляється під час міграцій на морському узбережжі та рідко у західних і центральних областях. Незначна кількість негніздових птахів трапляється влітку на морському узбережжі, окремі особини зимують. Чисельність птахів, мігруючих через Україну, не відома, але навряд чи перевищує декілька тисяч особин. | Вид поза небезпекою                 |
|                                         | Грицик великий (Limosa limosa)*                                     | Вразливий | -                                   |
|                                         | Дерихвіст степовий (Glareola nordmanni)                             | Зникаючий Гніздовий, перелітний. Наприкінці XIX — на початку ХХ ст. ареал в Україні охоплював узбережжя Чорного та Азовського морів від східних кордонів країни до Дунаю на півночі до Полтавської та Харківської областей. В останні два десятиріччя ХХ ст. відомі лише поодинокі випадки гніздування окремих пар на півдні України. | Вид, близький до загрозливого стану |
|                                         | Мартин каспійський (реготун чорноголовий) (Larus ichthyaetus)       | Зникаючий Гніздовий, перелітний, зрідка зимуючий. Гніздиться переважно у Причорномор'ї та Приазов'ї. Популяція за п'ятдесят років зросла з 250—290 до 1,6—2 тис. пар. | Вид поза небезпекою                 |
|                                         | Крячок каспійський (Hydroprogne caspia)                             | Вразливий Гніздовий, перелітний птах. Гніздиться в Азово-Чорноморському регіоні. Влітку характерні широкі кочівлі нестатевозрілих і холостих птахів. Гніздова чисельність виду в Україні коливається від 300 до 1,1 тис. пар. | Вид поза небезпекою                 |
|                                         | Крячок малий (Sterna albifrons)                                     | Рідкісний Гніздовий, перелітний птах. В Україні гніздиться вздовж Азово-Чорноморського узбережжя, у басейнах великих річок, на берегах озер. Чисельність становить 2,5—4 тис. пар, з тенденцією до зменшення. | Вид поза небезпекою                 |
| Ряд Голубоподібні (Columbiformes)       |                                                                     | |                                     |
|                                         | Голуб-синяк (Columba oenas)                                         | Вразливий Гніздовий, перелітний, зимуючий. Поширений у Карпатах, Поліссі, частково в Лісостепу, Гірському Криму і, можливо, заплави Дунаю. Нечисленний у більшості районів Полісся і Криму, рідкісний — у Лісостепу. Загальна чисельність на гніздуванні в Україні не більше 8—12 тис. пар. | Вид поза небезпекою                 |
| Ряд Совоподібні (Strigiformes)          |                                                                     | |                                     |
|                                         | Пугач (Bubo bubo)                                                   | Рідкісний Осілий птах. На території України номінативний підвид Bubo bubo bubo заселяє північні і західні райони, а південний — руський Bubo bubo interpositus — схід країни (переважно Луганську обл.). В Україні налічують близько 200 пар. | Вид поза небезпекою                 |
|                                         | Сова болотяна (Asio flammeus)                                       | Рідкісний Осілий, кочовий птах. Гніздиться на усій території України, за винятком Карпатських та Кримських гір. Чисельність в Україні, ймовірно, становить 850—1700 пар. | Вид поза небезпекою                 |
|                                         | Совка (Otus scops)                                                  | Рідкісний В Україні перелітний гніздовий птах, що зустрічається на півдні лісостепу, в степу, Карпатах і Криму. На півдні України та у рівнинному Закарпатті — нечисленний, в інших районах — дуже рідкісний. Чисельність в країні оцінена в 2-4 тис. пар. | Вид поза небезпекою                 |
|                                         | Сич волохатий (Aegolius funereus)                                   | Рідкісний Осілий, кочовий птах. На гніздуванні у Карпатах (Львівська область), на Поліссі (Житомирська, Чернігівська, Сумська області), ймовірно гніздиться в соснових лісах Криму та на Розточчі. | Вид поза небезпекою                 |
|                                         | Сичик-горобець (Glaucidium passerinum)                              | Вразливий Осілий птах. В Україні поширений у Карпатах, Розточчі та на півночі Полісся. Чисельність оцінено в 150—350 пар. | Вид поза небезпекою                 |
|                                         | Сова довгохвоста (Strix uralensis)                                  | Не достатньо відомий Осілий птах Карпат і Прикарпатського регіону. Загальна чисельність в Україні становить близько 1 тис. осіб, яка зростає у зимовий період за рахунок міграцій птахів з півночі. | Вид поза небезпекою                 |
|                                         | Сова бородата (Strix nebulosa)                                      | Рідкісний Осілий птах. Поширений на півночі Полісся, а також на північному заході Київської області. В Україні вперше зареєстровано гніздування у 1985 р. Станом на 2009 р. чисельність оцінюють у 20—35 пар. | Вид поза небезпекою                 |
|                                         | Сипуха (Tyto alba)                                                  | Зникаючий Осілий птах. Зареєстрований на гніздуванні в західних і центральних областях України, а також на півночі Одещини. У негніздовий період може з'являтися в інших районах України. Орієнтовно гніздиться до 30 пар. | Вид поза небезпекою                 |
| Ряд Сиворакшеподібні (Coraciiformes)    |                                                                     | |                                     |
|                                         | Сиворакша (Coracias garrulus)                                       | Зникаючий Гніздовий перелітний птах. До 1970-х рр. гніздився по всій території України. Зараз став дуже рідкісним або зник у більшості районів Полісся та Лісостепу; у степовій смузі чисельніший. Чисельність орієнтовно становить 4-5 тис. пар і зберігає загальну тенденцію до зниження. | Вид, близький до загрозливого стану |
| Ряд Дятлоподібні (Piciformes)           |                                                                     | |                                     |
|                                         | Жовна зелена (дятел зелений) (Picus viridis)                        | Вразливий Осілий, кочовий птах. В Україні гніздиться на Поліссі, у західних районах та, спорадично, у пониззях рр. Дунай та Дністер. Чисельність становить близько 500—800 пар, спостерігається її скорочення. | Вид поза небезпекою                 |
|                                         | Дятел білоспинний (Dendrocopos leucotos)                            | Рідкісний Осілий, кочовий птах. В Україні поширений відносно мозаїчно, найчастіше трапляється на Розточчі, у Східних Карпатах, на Західному та Житомирському Поліссі та на північному сході країни. Чисельність оцінено в межах 570—930 пар. | Вид поза небезпекою                 |
|                                         | Дятел трипалий (Picoides tridactylus)                               | Вразливий Осілий. В Україні гніздиться в Карпатах та з 2004 р. на Поліссі (ліси півночі Житомирської, Рівненської і Волинської областей). Чисельність становить 300—320 пар. | Вид поза небезпекою                 |
| Ряд Горобцеподібні (Passeriformes)      |                                                                     | |                                     |
|                                         | Жайворонок сірий (Calandrella rufescens)                            | Неоцінений Гніздовий, перелітний, зимуючий. В Україні гніздиться у Причорномор'ї, Північно-західному Приазов'ї, північній частині Криму; зимує у Присивашші. Чисельність становить близько 200—2000 пар при скороченні за десятиріччя на 20%. | Вид поза небезпекою                 |
|                                         | Сорокопуд червоноголовий (Lanius senator)                           | Рідкісний Пролітний, можливе гніздування. В Україні проходить північно-східна межа ареалу. В останні 30 років вид реєстрували головним чином в Азово-Чорноморському регіоні від Дунаю на заході до східних кордонів Донецької області, на північ до м. Луганська як залітний. Спорадичне гніздування можливе в Криму. | Вид поза небезпекою                 |
|                                         | Сорокопуд сірий (Lanius excubitor)                                  | Рідкісний Осілий, кочовий, зимуючий. Гніздиться в усіх поліських та прикарпатських областях, а також на Полтавщині, Хмельниччині та Вінниччині. Гніздиться 500—1200 пар. Спостерігається помітне збільшення чисельності у Поліссі та значне розширення гніздової частини ареалу. В осінньо-зимовий період трапляється на всій території України. | Вид поза небезпекою                 |
|                                         | Шпак рожевий (Sturnus roseus)                                       | Рідкісний Гніздовий, перелітний. В Україні зустрічається головним чином у південно-східних районах степової зони та в Криму, але випадки гніздування реєстрували у центральних і навіть північних областях країни. Зальоти відмічали у багатьох областях України. Чисельність коливається в межах декількох тисяч пар. | Вид поза небезпекою                 |
|                                         | Тинівка альпійська (Prunella collaris)                              | Вразливий Гніздовий, перелітний. В Україні трапляється в Карпатах у межах Івано-Франківської та Закарпатської областей. Популяція виду в Українських Карпатах становить 190 пар. | Вид поза небезпекою                 |
|                                         | Очеретянка прудка (Acrocephalus paludicola)                         | Зникаючий Гніздовий, перелітний. Гніздиться у Волинській, Рівненській, Київській та Чернігівській областях. Чисельність зараз оцінюється в 3,5—4,1 тис. самців. | Уразливий вид                       |
|                                         | Золотомушка червоночуба (Regulus ignicapillus)                      | Неоцінений Осілий, кочовий, перелітний. В Україні гніздиться в гірських місцевостях Карпат та Криму, локально трапляється на Західному Поліссі. Відомі зальоти в інші регіони. Загальна чисельність оцінюється в 400 пар. | Вид поза небезпекою                 |
|                                         | Скеляр строкатий (Monticola saxatilis)                              | Рідкісний Гніздовий, перелітний. В Україні у теперішній час гніздиться в Гірському Криму та Карпатах. У Криму гніздиться близько 100 пар, в Карпатах — 750—800. | Вид поза небезпекою                 |
|                                         | Синиця біла (Parus cyanus)                                          | Рідкісний Осілий. Гніздиться в середній течії Прип'яті та Стоходу. В Україні відомо не більше 10 пар. | Вид поза небезпекою                 |
|                                         | Дібровник (вівсянка лучна) (Emberiza aureola)*                      | Зникаючий | Вид на межі зникнення               |
|                                         | Вівсянка чорноголова (Emberiza melanocephala)                       | Рідкісний Гніздовий, перелітний. Сучасний ареал в Криму охоплює весь Керченський півострів. Окремі пари відмічені на узбережжі в Запорізькій, (Херсонській) областях та в Степовому Криму. Чисельність становить 150—200 пар. | Вид поза небезпекою                 |